# Joseph Maher
Joseph Maher (Westport, 29 dicembre 1933 – Los Angeles, 17 luglio 1998) è stato un attore irlandese.
È morto nel 1998, a 64 anni per un tumore al cervello. 

## Filmografia parziale

### Cinema
- Ma chi te l'ha fatto fare? (For Pete's Sake), regia di Peter Yates (1974)
- Il paradiso può attendere (Heaven Can Wait), regia di Warren Beatty, Buck Henry (1978)
- L'uomo venuto dall'impossibile (Time After Time), regia di Nicholas Meyer (1979)
- Dimmi quello che vuoi (Just Tell Me What You Want), regia di Sidney Lumet (1980)
- Sotto l'arcobaleno (Under the Rainbow), regia di Steve Rash (1981)
- Professione giustiziere (The Evil That Men Do), regia di J. Lee Thompson (1984)
- L'allegra fattoria (Funny Farm), regia di George Roy Hill (1988)
- Ho sposato un'aliena (My Stepmother Is an Alien), regia di Richard Benjamin (1988)
- The Local Stigmatic, regia di David Wheeler (1990)
- Sister Act - Una svitata in abito da suora (Sister Act), regia di Emile Ardolino (1992)
- L'uomo ombra (The Shadow), regia di Russell Mulcahy (1994)
- Genio per amore (I.Q.), regia di Fred Schepisi (1994)
- Surviving Picasso, regia di James Ivory (1996)
- Mars Attacks!, regia di Tim Burton (1996)
- In & Out, regia di Frank Oz (1997)
- Sperduti a Manhattan (The Out-of-Towners), regia di Sam Weisman (1999)

### Televisione
- Ellery Queen – serie TV, episodio 1x04 (1975)
- Gloria Vanderbilt (Little Gloria... Happy at Last), regia di Waris Hussein – film TV (1983)
- I, Leonardo: A Journey of the Mind, regia di Lee R. Bobker – film TV (1983)
- Frankenweenie, regia di Tim Burton – film TV (1984)
- Albert e Alice (Bigfoot), regia di Danny Huston – film TV (1987)
- Seinfeld – serie TV, episodio 3x04 (1991)
- La signora in giallo (Murder, She Wrote) – serie TV, episodio 11x02 (1994)
- Questione di stile (Style and Substance) – serie TV, 13 episodi (1998)

## Doppiatori italiani
Nelle versioni in italiano delle opere in cui ha recitato, Joseph Maher è stato doppiato da:
- Pietro Biondi in ALF, Sister Act - Una svitata in abito da suora
- Giorgio Lopez in L'allegra fattoria, Ho sposato un'aliena
- Sergio Fiorentini in Ellery Queen
- Mario Chiocchio in Gloria Vanderbilt
- Sergio Tedesco in Professione giustiziere
- Pino Ferrara in La signora in giallo
- Angelo Nicotra in Genio per amore
- Mino Caprio in Surviving Picasso
- Dario Penne in In & Out
- Renato Cecchetto in Frankenweenie (ridoppiaggio)